# Кучеренко Павло Олександрович
Павло Олександрович Кучеренко (15 (27) жовтня 1882, Ростов-на-Дону — 28 травня 1936, Київ) — український радянський лікар-патологоанатом, доктор медичних наук з 1919 року, професор, в 1920–1936 роках завідувач кафедрою патологічної анатомії Київського медичного інституту.

## Біографія
Народився 15 (27 жовтня) 1882 року в Ростові-на-Дону. В 1908 році закінчив Військово-медичну академію в Петербурзі. По закінченню курсу був призначений молодшим лікарем у Вінниці. З 1910 року працював у Київському університеті під керівництвом В. К. Високовича. В 1911 році був обраний на посаду прозектора при кафедрі патологічної анатомії професора Висковича. В 1914 році був мобілізований в армію, але працював без відриву від кафедри. В 1915 році призначений старшим асистентом, а в 1919 році захистив докторську дисертацію на тему: «О гликогене при диабете».
В 1920 році запрошений приват-доцентом української лектури медичного факультету Київського медичного інституту; з цього часу починається його самостійне завідування кафедрою патологічної анатомії, якою він завідував до самої смерті. Згодом одночасно — професор Київського інституту вдосконалення лікарів.
У 1925-1931 роках завідував кафедрою патологічної анатомії Київського ветеринарно-зоотехнічного інституту.

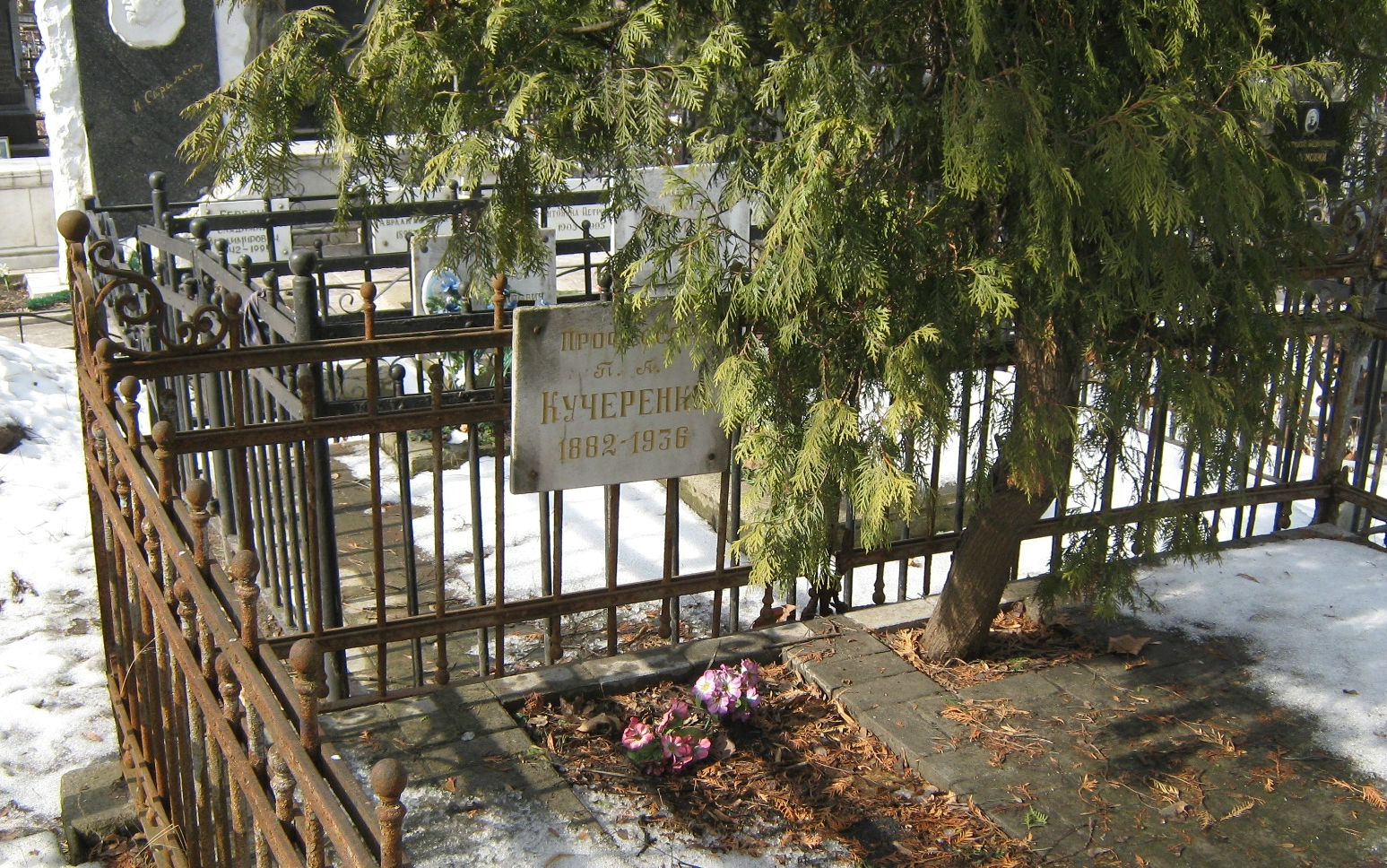
Могила Павла Кучеренка

Помер 28 травня 1936 року. Похований в Києві на Лук'янівському цвинтарі (ділянка № 13-І, ряд 5, місце 9).

## Громадська і наукова діяльність
Павло Кучеренко неодноразово обирався членом Київської міської ради, брав участь у роботі Президії Вченої ради, Кваліфікаційної комісії Народного комісаріату охорони здоров'я.
Багато працював у галузі фізичної хімії і молекулярної патології (морфологія залоз внутрішньої секреції при злоякісному рості).
Учнями Павла Кучеренка були — В. С. Лисовецький, П. Г. Бережанський, М. Д. Юркевич, Є. І. Чайка, Б. М. Соловйов та інші.
Автор понад 60 наукових праць, основному присвячених вивченню змін нирок при цукровому діабеті, виникненню ендемічного зоба в Україні, лімфогранулематозу, проблемам онкології тощо. Серед них:

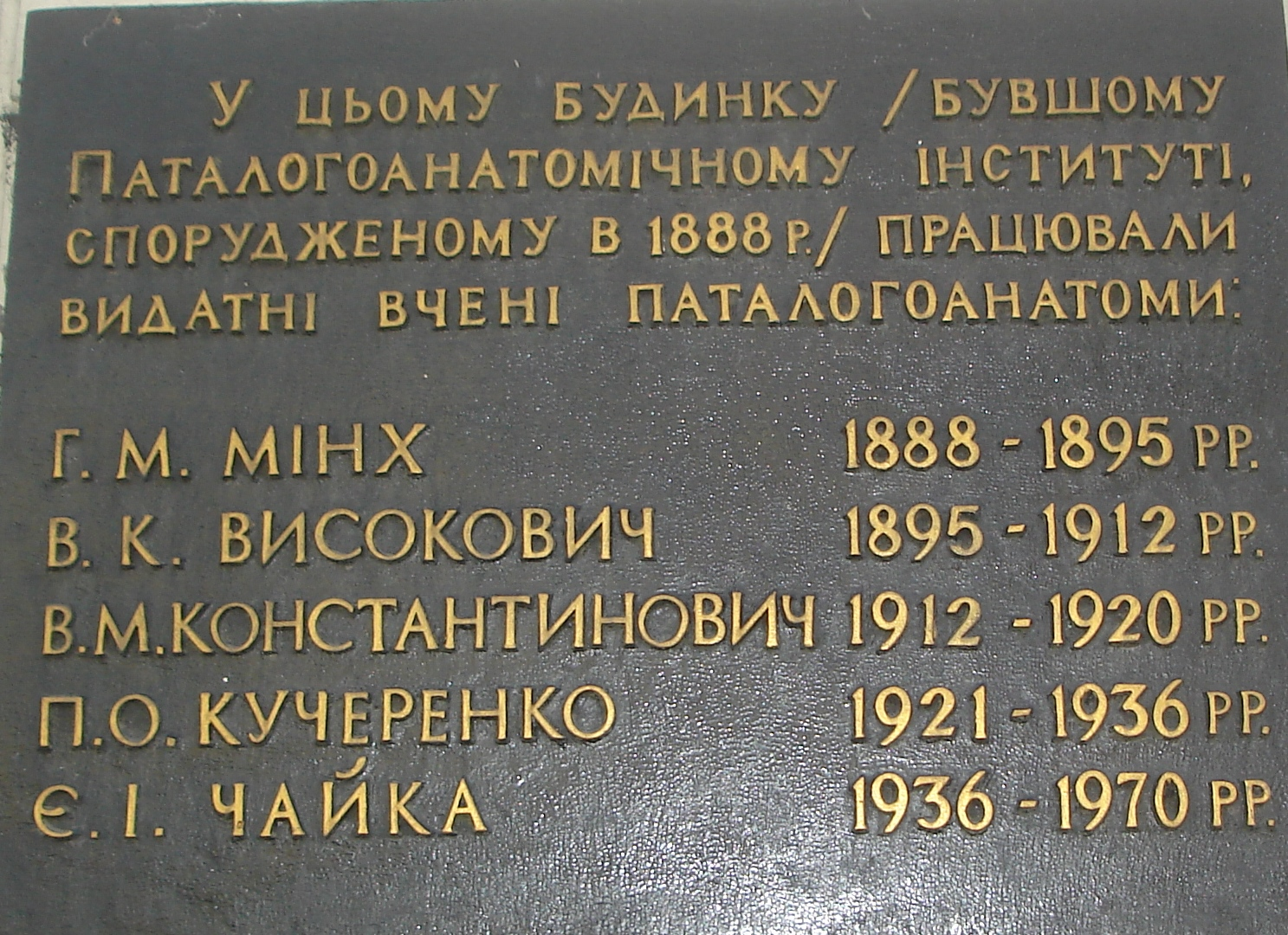
Меморіальна дошка, де у переліку є Кучеренко П. О., на будинку колишнього Патологоанатомічного Інституту (Київ,бульвар Тараса Шевченка, 17)

- «К вопросу об отложении гликогена в почках при сахарном мочеизнурении». Київ (1917);
- «Основи патологічної морфології». Київ (1929);
- «Інкреторні залози і злоякісні новоутвори». Київ (1937).

Автор підручника «Патологічна анатомія» (1936).
Серед його співробітників Григорій Махулько-Горбацевич, Микола Сисак, Всеволод Костянтинович Роше, Пальчевський тощо.